# كرايغ ماكليستر
كرايغ ماكليستر (بالإنجليزية: Craig McAllister)‏ (28 يونيو 1980 بغلاسكو في المملكة المتحدة - ) هو لاعب كرة قدم بريطاني في مركز الهجوم. لعب مع أكسفورد يونايتد وإبسفليت يونايتد وروشدين ودايموندز وستيفيناغ بوروه ونادي إكزتر سيتي ونادي بارنت ونادي روذرهام يونايتد ونادي كرولي تاون ونادي لوتون تاون ونيوبورت كونتي ونادي وكينغ وEastleigh F.C. ‏ وساتون يونايتد وBasingstoke Town F.C. ‏ وغرايز أتلاتيك ‏.

## وصلات خارجية
- كرايغ ماكليستر على موقع قاعدة بيانات كرة القدم.إي يو (الإنجليزية)
- كرايغ ماكليستر على موقع Soccerbase.com (لاعب) (الإنجليزية)
- كرايغ ماكليستر على موقع Soccerway.com (الإنجليزية)